# Jürgen Dieckmann
Jürgen Dieckmann (* 13. Juli 1944 in Bielefeld; † 30. September 2022 ebenda) war ein deutscher Fußballspieler.

## Karriere
Der Mittelfeldspieler war für Arminia Bielefeld aktiv und gehörte 1961 zur A-Jugend-Mannschaft, die durch einen 2:1-Sieg über den Duisburger SpV westdeutscher Meister wurde. Ein Jahr später rückte er in den Kader der ersten Mannschaft auf, dem er bis 1967 angehörte. Die Bielefelder spielten seinerzeit in der zweitklassigen II. Division West bzw. ab 1963 in der Regionalliga West. Dieckmann kam in den Spielzeiten 1965/66 und 1966/67 auf drei Einsätze, in denen er ohne Torerfolg blieb. Die Arminia belegte in diesen Spielzeiten Platz zehn bzw. drei. 1966 gewann Dieckmann mit den Bielefeldern nach einem 3:2-Sieg über Alemannia Aachen den Westdeutschen Pokal. Dieckmann verließ die Arminia 1967 und wechselte zum Lokalrivalen VfB 03 Bielefeld.

## Privates
Jürgen Dieckmann war mit einer Dänin, die er während eines Urlaubes kennenlernte, verheiratet.